# Maso Finiguerra

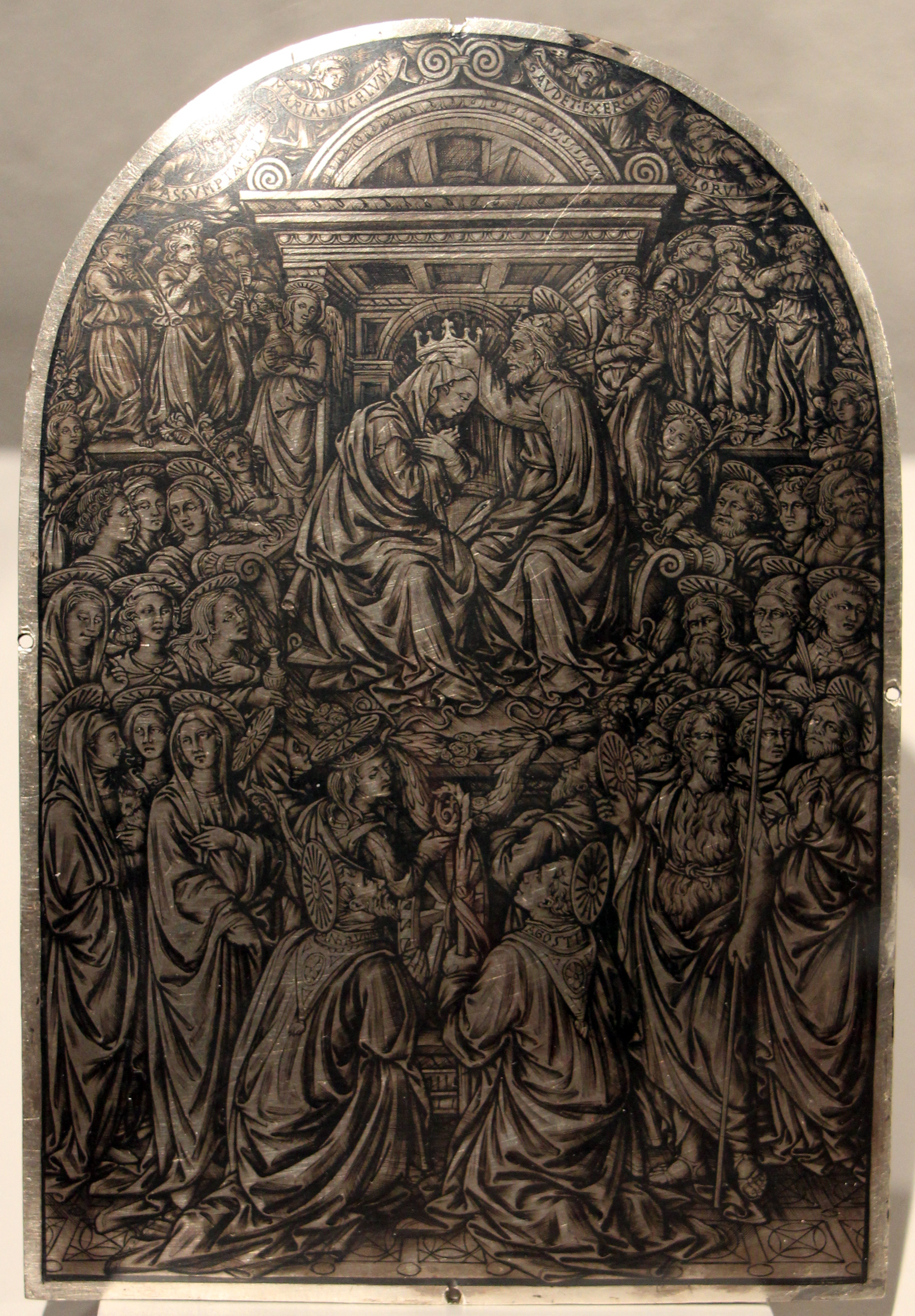
Coronation of the Virgin, 1452, Bargello

Tommaso 'Maso' Finiguerra  (* Florença, 1426 † Florença 23 de Agosto ou 4 de Dezembro de 1464) foi um ourives, escultor e pintor italiano. Conhecido por seus trabalhos decorativos em nigelo, trabalhou em colaboração com o artista florentino Antonio Pollaiuolo. Dedicou-se também à gravação.